# 4-Stunden-Rennen von Spa-Francorchamps 2024

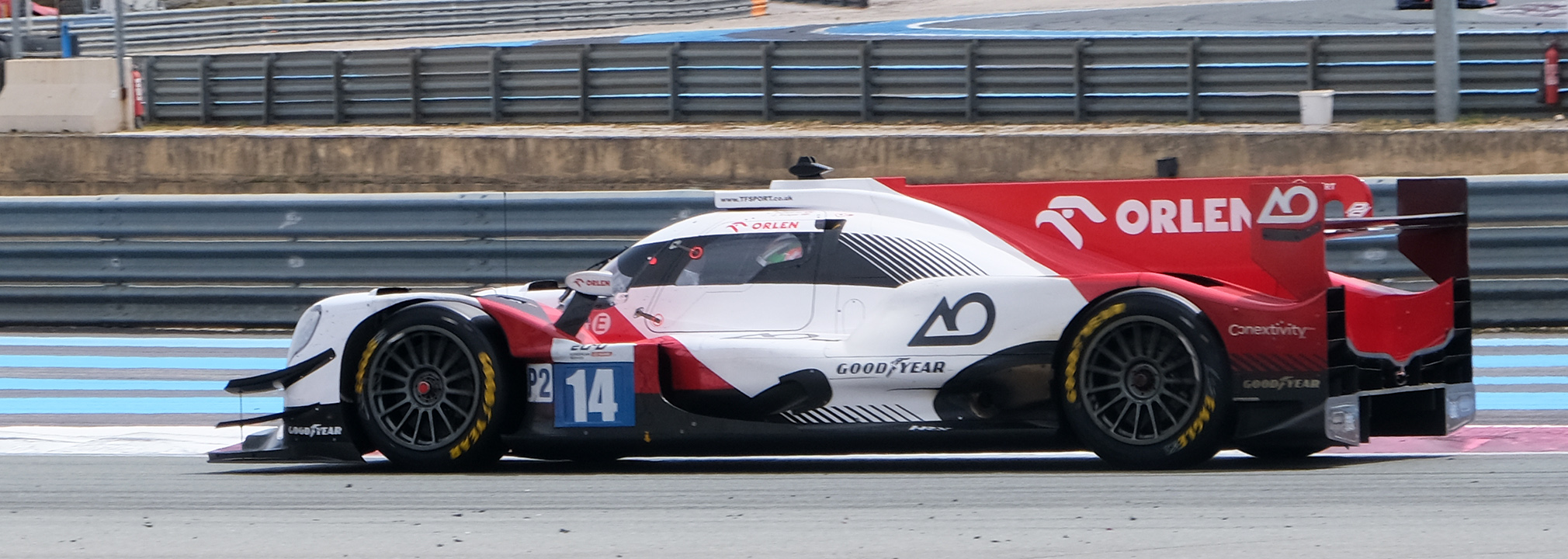
Oreca 07 mit der Startnummer 14; Siegerwagen von Jonny Edgar, Louis Delétraz und Robert Kubica, hier beim 4-Stunden-Rennen von Le Castellet 2024

Das 4-Stunden-Rennen von Spa-Francorchamps 2024, auch 4 Hours of Spa-Francorchamps 2024, fand am 25. August auf dem Circuit de Spa-Francorchamps statt und war der vierte Wertungslauf der European Le Mans Series dieses Jahres.

## Das Rennen
Nach dem zweiten Rang beim 4-Stunden-Rennen von Imola, gewannen Jonny Edgar, Louis Delétraz und Robert Kubica im TF Sport-Oreca 07 den Wertungslauf in Spa. Im Ziel hatten sie einen Vorsprung von 1,100 Sekunden auf die zweitplatzierten Sebastián Álvarez, Vladislav Lomko und Tom Dillmann. Weitere 30 Sekunden dahinter kamen Marcos Siebert, Reshad de Gerus und Job van Uitert als Gesamtdritte ins Ziel.

## Ergebnisse

### Schlussklassement
| 1           | LMP2        | 14 | AO by TF Sport            | Jonny Edgar Louis Delétraz Robert Kubica                | Oreca 07                       | 95 |
| 2           | LMP2        | 43 | Inter Europol Competition | Sebastián Álvarez Vladislav Lomko Tom Dillmann          | Oreca 07                       | 95 |
| 3           | LMP2        | 28 | IDEC Sport                | Marcos Siebert Reshad de Gerus Job van Uitert           | Oreca 07                       | 95 |
| 4           | LMP2        | 34 | Inter Europol Competition | Oliver Gray Clément Novalak Luca Ghiotto                | Oreca 07                       | 95 |
| 5           | LMP2        | 37 | Cool Racing               | Lorenzo Fluxá Malthe Jakobsen Ritomo Miyata             | Oreca 07                       | 95 |
| 6           | LMP2        | 65 | Panis Racing              | Manuel Maldonado Charles Milesi Arthur Leclerc          | Oreca 07                       | 95 |
| 7           | LMP2        | 9  | Proton Competition        | Jonas Ried Macéo Capietto Matteo Cairoli                | Oreca 07                       | 95 |
| 8           | LMP2 Pro/Am | 83 | AF Corse                  | François Perrodo Matthieu Vaxivière Alessio Rovera      | Oreca 07                       | 95 |
| 9           | LMP2 Pro/Am | 77 | Proton Competition        | Giorgio Roda Bent Viscaal René Binder                   | Oreca 07                       | 95 |
| 10          | LMP2        | 10 | Vector Sport              | Ryan Cullen Stéphane Richelmi Felipe Drugovich          | Oreca 07                       | 95 |
| 11          | LMP2 Pro/Am | 20 | Algarve Pro Racing        | Kriton Lentoudis Richard Bradley Alex Quinn             | Oreca 07                       | 95 |
| 12          | LMP2        | 22 | United Autosports         | Filip Ugran Marino Satō Ben Hanley                      | Oreca 07                       | 95 |
| 13          | LMP2 Pro/Am | 24 | Nielsen Racing            | John Falb Colin Noble Nick Yelloly                      | Oreca 07                       | 95 |
| 14          | LMP2        | 23 | United Autosports         | Bijoy Garg Fabio Scherer Paul di Resta                  | Oreca 07                       | 95 |
| 15          | LMP2 Pro/Am | 3  | DKR Engineering           | Andres Latorre Canon Cem Bölükbaşı Laurents Hörr        | Oreca 07                       | 95 |
| 16          | LMP2 Pro/Am | 21 | United Autosports         | Daniel Schneider Andrew Meyrick Filipe Albuquerque      | Oreca 07                       | 95 |
| 17          | LMP2 Pro/Am | 19 | Team Virage               | Anthony Wells Matthew Bell Tristan Vautier              | Oreca 07                       | 95 |
| 18          | LMP2        | 47 | Cool Racing               | Carl Wattana Bennett Ferdinand Habsburg Frederik Vesti  | Oreca 07                       | 95 |
| 19          | LMP2        | 30 | Duqueine Team             | Niels Koolen Jean-Baptiste Simmenauer James Allen       | Oreca 07                       | 94 |
| 20          | LMP2        | 27 | Nielsen Racing            | David Heinemeier Hansson Benjamin Pedersen Will Stevens | Oreca 07                       | 94 |
| 21          | LMP2        | 25 | Algarve Pro Racing        | Matthias Kaiser Olli Caldwell Alex Lynn                 | Oreca 07                       | 92 |
| 22          | LMP3        | 11 | EuroInternational         | Matthew Richard Bell Adam Ali                           | Ligier JS P320                 | 91 |
| 23          | LMP3        | 31 | Racing Spirit of Léman    | Jacques Wolff Jean-Ludovic Foubert Antoine Doquin       | Ligier JS P320                 | 91 |
| 24          | LMP3        | 17 | Cool Racing               | Miguel Cristóvão Cédric Oltramare Manuel Espírito Santo | Ligier JS P320                 | 91 |
| 25          | LMP3        | 15 | RLR M Sport               | Michael Jensen Nick Adcock Gaël Julien                  | Ligier JS P320                 | 91 |
| 26          | LMP3        | 35 | Ultimate                  | Louis Rossi Jean-Baptiste Lahaye Matthieu Lahaye        | Ligier JS P320                 | 91 |
| 27          | LMP3        | 8  | Team Virage               | Julien Gerbi Bernardo Pinheiro Gillian Henrion          | Ligier JS P320                 | 91 |
| 28          | LMP3        | 4  | DKR Engineering           | Alexander Mattschull Wyatt Brichacek                    | Duqueine M30 - D08             | 91 |
| 29          | LMP3        | 12 | WTM by Rinaldi Racing     | Torsten Kratz Leonard Weiss Óscar Tunjo                 | Duqueine M30 - D08             | 91 |
| 30          | LMP3        | 88 | Inter Europol Competition | Alexander Bukhantsov Kai Askey Pedro Perino             | Ligier JS P320                 | 91 |
| 31          | LMP3        | 5  | RLR M Sport               | James Dayson Daniel Ali Bailey Voisin                   | Ligier JS P320                 | 90 |
| 32          | LMGT3       | 57 | Kessel Racing             | Takeshi Kimura Esteban Masson Daniel Serra              | Ferrari 296 LMGT3              | 89 |
| 33          | LMGT3       | 86 | GR Racing                 | Mike Wainwright Riccardo Pera Davide Rigon              | Ferrari 296 LMGT3              | 88 |
| 34          | LMGT3       | 51 | AF Corse                  | Charles-Henri Samani Emmanuel Collard Nicolás Varrone   | Ferrari 296 LMGT3              | 88 |
| 35          | LMGT3       | 59 | Racing Spirit of Léman    | Derek DeBoer Casper Stevenson Valentin Hasse-Clot       | Aston Martin Vantage AMR LMGT3 | 88 |
| 36          | LMGT3       | 97 | Grid Motorsport by TF     | Martin Berry Lorcan Hanafin Jonny Adam                  | Aston Martin Vantage AMR LMGT3 | 88 |
| 37          | LMGT3       | 60 | Proton Competition        | Claudio Schiavoni Matteo Cressoni Julien Andlauer       | Porsche 911 GT3 R LMGT3        | 87 |
| Ausgefallen |             |    |                           |                                                         |                                |    |
| 38          | LMP2 Pro/Am | 29 | Richard Mille by TDS      | Rodrigo Sales Mathias Beche Grégoire Saucy              | Oreca 07                       | 31 |
| 39          | LMGT3       | 50 | Formula Racing            | Johnny Laursen Conrad Laursen Nicklas Nielsen           | Ferrari 296 LMGT3              | 30 |
| 40          | LMGT3       | 63 | Iron Lynx                 | Hiroshi Hamaguchi Axcil Jefferies Andrea Caldarelli     | Lamborghini Huracan LMGT3 Evo2 | 25 |
| 41          | LMGT3       | 85 | Iron Dames                | Sarah Bovy Rahel Frey Michelle Gatting                  | Porsche 911 GT3 R LMGT3        | 25 |
| 42          | LMGT3       | 55 | Spirit of Race            | Duncan Cameron David Perel Matt Griffin                 | Ferrari 296 LMGT3              | 19 |
| 43          | LMGT3       | 66 | JMW Motorsport            | John Hartshorne Ben Tuck Phil Keen                      | Ferrari 296 LMGT3              | 5  |

### Nur in der Meldeliste
Zu diesem Rennen sind keine weiteren Meldungen bekannt.

### Klassensieger
| Klasse      | Fahrer               | Fahrer             | Fahrer         | Fahrzeug          | Platzierung im Gesamtklassement |
| ----------- | -------------------- | ------------------ | -------------- | ----------------- | ------------------------------- |
| LMP2        | Jonny Edgar          | Louis Delétraz     | Robert Kubica  | Oreca 07          | Gesamtsieg                      |
| LMP2 Pro/Am | François Perrodo     | Matthieu Vaxivière | Alessio Rovera | Oreca 07          | Rang 8                          |
| LMP3        | Matthew Richard Bell | Adam Ali           |                | Ligier JS P320    | Rang 22                         |
| LMGT3       | Takeshi Kimura       | Esteban Masson     | Daniel Serra   | Ferrari 296 LMGT3 | Rang 32                         |

### Renndaten
- Gemeldet: 43
- Gestartet: 43
- Gewertet: 37
- Rennklassen: 4
- Zuschauer: unbekannt
- Wetter am Renntag: warm und trocken
- Streckenlänge: 7,004 km
- Fahrzeit des Siegerteams: 4:01:28,729 Stunden
- Gesamtrunden des Siegerteams: 95
- Gesamtdistanz des Siegerteams: 665,380 km
- Siegerschnitt: 165,326 km/h
- Pole Position: Rodrigo Sales – Oreca 07 (#29) – 2:04,537
- Schnellste Rennrunde: Charles Milesi – Oreca 07 (#65) – 2:01,257
- Rennserie: 4. Lauf zur European Le Mans Series 2024